# Fanlo
Fanlo est une municipalité de la comarque de Sobrarbe, dans la province de Huesca, dans la communauté autonome d'Aragon en Espagne.

## Géographie
En venant du nord, Fanlo est la première municipalité située en Espagne traversée par le Méridien de Greenwich.

## Lieux et monuments
- La grotte Casteret